# ベルバムニンシンターゼ
ベルバムニンシンターゼ（berbamunine synthase）は、イソキノリンアルカロイド生合成酵素の一つで、次の化学反応を触媒する酸化還元酵素である。
(S)-N-メチルコクラウリン + (R)-N-メチルコクラウリン + NADPH + H+ + O2 {\displaystyle \rightleftharpoons } ベルバムニン + NADP+ + 2 H2O
この酵素の基質は(S)-N-メチルコクラウリン、(R)-N-メチルコクラウリン、NADPH、H+とO2で、生成物はベルバムニン、NADP+とH2Oである。
組織名は(S)-N-methylcoclaurine,NADPH:oxygen oxidoreductase (C-O phenol-coupling)で、別名に(S)-N-methylcoclaurine oxidase (C-O phenol-coupling)がある。